# Thecla viresco
Thecla viresco är en fjärilsart som beskrevs av Druce 1907. Thecla viresco ingår i släktet Thecla och familjen juvelvingar. Inga underarter finns listade i Catalogue of Life.